# Traungauerové

Od roku 1160 listinou doložený rodový erb Traungauerů

Traungauerové (dříve česky též Travenští) byl štýrský šlechtický rod původně z Chiemgau.

## Historie
Rod pochází původně z Chiemgau, od roku 1055 se usadil ve Štýru v Travensku (německy Traungau). Vydělili se z rodové větve Otakarů, kteří vládli v letech 1056–1192 ve Štýrsku. Dosáhli titulů hrabat, markrabat a vévodů. 
Jejich erbovním zvířetem byl levhart. Roku 1186 uzavřel poslední štýrský vévoda Otakar IV. smlouvu, která rakouskému vévodovi Leopoldovi V. zajišťovala po Otakarově smrti dědictví Štýrska.

## Markrabě/vévoda štýrský z větve Otakara (Traungauera)
- Otakar I. (1056–1075)
- Adalbert, plešatý (1075–1082)
- Otakar II. (1082–1122)
- Leopold I., silný (1122–1129)
- Otakar III. (1129–1164)
- Otakar IV. (1164–1192), od 1180 vévoda

## Rodokmen (štýrských) Otakarů
Markrabata a vévodové Štýrska a předkové podle Heinze Dopsche.
- Otakar, 923 hrabě (v Chiemgau?), ∞ Alta/Ata
  -  ? Otakar (951 – 1. května 976), 951–976 hrabě Chiemgau
    -  ? Arnulf, 980 hrabě v Chiemgau
      -  ? Otakar/Oci († 5. března asi 1020), ∞ dcera Arnold II. z Wels-Lambachu († 1055) nebo Arnold I. z Wels-Lambachu († 1020)
        - Ata/Alta, první abatyše v Traunkirchenu
        - Otakar I. († 29. března 1075 ?), 1048 hrabě v Chiemgau, 1050/55-1075 markrabě, ∞ Willibirg z Eppensteinu, ? vdova po hrabě Liutold z Raschenberg-Reichenhallu (příbuzný zakladatele Traunkirchenského kláštera)
          - Adalber († 22. listopadu před 1082), 1075– před 1082 markrabě
          - Otakar II. († 28. listopadu 1122), 1082–1122 markrabě, ∞ Alžběta, dcera rakouského markraběte Leopolda II.
            - Willibirga († 18. ledna kolem 1145), ∞ Ekbert II. († 24. listopadu 1144), hrabě z Formbachu-hrabství Pitten
              - Ekbert III., († 5. srpna 1158), hrabě z Formbach-Pitten, dědictví na Otakara III.

            - Kunhuta († 20. července 1161), ∞ Bernard († 16. listopadu 1147), hrabě z Marburg-Sponheimu, dědictví na Otakara III.
            - Leopold Silný († 24. října 1129), 1122-1129 markrabě, ∞ Žofie († 10. července před 1147), dcera bavorského vévody Jindřicha IX.
              - Alžběta († 25. prosince 1138), ∞ I. Rudolf ze Stade († 1144), ∞ II. Jindřich V. († 1161), korutanský vévoda
              - Markéta (1138)
              - Kunhuta († 117x), ∞ Ota II., hrabě z Purgstallu († 1192)
              - Otakar III. († 31. prosince 1164), 1129–1164 markrabě, ∞ Kunhuta († 22. listopadu 1184), dcera markraběte Děpolta III. z Vohburgu
                - Otakar IV. (19. srpna 1163 – 9. května 1192), 1164–1180 markrabě, 1180–1192 vévoda

              - Leopold (1160), levobočný syn

    -  ? Otger/Oci († 4. dubna před 1028), 993/994 hrabě v Korutanech (Chorvatská župa), posel a missus, zakladatel kláštera Ossiach, ∞ Irenburg (ne: Glismod!)
      - Poppo z Aquileia († 1048), 1019–1042 Patriarcha z Aquileie
      - Ozinus, zakladatel a 1027–1056 pán z Cordenons, hrabě v Zeidlergau, místodržitel Ossiach, zmocněný posel v Korutanech a veronském markrabství
        - Ota I., 1056–1064 pán z Cordenons
          - Ota II. († před 1136), hrabě z Cordenons, dědictví na Otakara III.

Podle H. Dopsche je Otakar († 907), hrabě v Leoben-Schladnitz/Karantanien, jasný Aribone a s Otakarem není kmenově příbuzný.